# 天启
天启（1621年—1627年）为明朝第十六任皇帝明熹宗朱由校的年号，共使用了7年。
天启七年八月二十四日朱由检即位沿用，翌年改元崇禎。

## 改元
- 泰昌二年——正月初一日，改元為天啟元年。
- 天啟八年——正月初一日，改元為崇禎元年。

## 大事记
- 天启元年——奢安之亂
- 天启二年：
  - 山东人徐鸿儒發動白莲教起义。
  - 努尔哈赤大敗明遼東經略熊廷弼和遼東巡撫王化貞，奪取明朝遼西重鎮廣寧（今遼寧北寧市）。
  - 荷蘭佔領澎湖群島。
- 天启四年，澎湖之戰結束後，荷蘭軍隊退出澎湖群島，在明朝官員帶領下進軍臺灣島南部。
- 天启六年——北京西南隅的工部王恭厂火药库發生「王恭廠大爆炸」，死傷2萬多人[3]，原因不明，朝野震驚，中外駭然，熹宗下了一道罪己詔，表示要痛加省醒，告誡大小臣工「務要竭慮洗心辦事，痛加反省」，并下旨發府庫萬兩黃金賑災。
- 天启七年：
  - 陕西澄城县知县张斗耀追比赋粮，爆发白水王二起义，被認為是明末民變的起點[4]。
  - 熹宗與宦官魏忠賢、王體乾等去西苑深水處泛舟，卻因強風，小舟翻覆，熹宗落水，雖然隨即被救，但從此驚豫不堪，逐漸病重。

## 出生
- 天啟元年3月7日——施琅，軍事家
- 天启三年——朱由榔，南明皇帝。

## 逝世
- 天啟元年——安希范，明朝东林党领袖
- 天啟二年10月1日——屠本畯，生物學家

## 藝術
多彩瓷、青花瓷為此時期的風格。

## 紀年農曆對照表
表格中各月的干支即為各月的第1日，「大」表示該月有30日，「小」表示該月有29日，「閏月」表格中的中文數字表示該年為閏某月（比如「二癸酉」裡有中文數字「二」，即表示該行所在年份有閏二月），各月初一底下的數字表示對應的西曆日期。
| 西元   | 干支 | 紀年     | 正月   | 二月   | 三月   | 四月   | 五月   | 六月   | 七月   | 八月   | 九月   | 十月   | 十一月 | 十二月    | 閏月     |
| ------ | ---- | -------- | ------ | ------ | ------ | ------ | ------ | ------ | ------ | ------ | ------ | ------ | ------ | --------- | -------- |
| 1621年 | 辛酉 | 天啟元年 | 癸酉大 | 癸卯大 | 癸卯小 | 壬申大 | 壬寅小 | 辛未小 | 庚子大 | 庚午小 | 己亥小 | 戊辰大 | 戊戌大 | 戊辰小    | 二癸酉大 |
| 1621年 | 辛酉 | 天啟元年 | 1/22   | 2/21   | 4/22   | 5/21   | 6/20   | 7/19   | 8/17   | 9/16   | 10/15  | 11/13  | 12/13  | 1622/1/12 | 3/23     |
| 1622年 | 壬戌 | 天啟二年 | 丁酉大 | 丁卯大 | 丁酉小 | 丙寅大 | 丙申小 | 乙丑大 | 乙未小 | 甲子大 | 甲午小 | 癸亥大 | 癸巳小 | 壬戌大    |          |
| 1622年 | 壬戌 | 天啟二年 | 2/10   | 3/12   | 4/11   | 5/10   | 6/9    | 7/8    | 8/7    | 9/5    | 10/5   | 11/3   | 12/3   | 1623/1/1  |          |
| 1623年 | 癸亥 | 天啟三年 | 壬辰小 | 辛酉大 | 辛卯小 | 庚申大 | 庚寅大 | 庚申小 | 己丑大 | 己未小 | 戊子大 | 戊午小 | 丁巳小 | 丙戌大    | 十丁亥大 |
| 1623年 | 癸亥 | 天啟三年 | 1/31   | 3/1    | 3/31   | 4/29   | 5/29   | 6/28   | 7/27   | 8/26   | 9/24   | 10/24  | 12/22  | 1624/1/20 | 11/22    |
| 1624年 | 甲子 | 天啟四年 | 丙辰小 | 乙酉大 | 乙卯小 | 甲申大 | 甲寅小 | 癸未大 | 癸丑大 | 癸未小 | 壬子大 | 壬午小 | 辛亥大 | 辛巳小    |          |
| 1624年 | 甲子 | 天啟四年 | 2/19   | 3/19   | 4/18   | 5/17   | 6/16   | 7/15   | 8/14   | 9/13   | 10/12  | 11/11  | 12/10  | 1625/1/9  |          |
| 1625年 | 乙丑 | 天啟五年 | 庚戌大 | 庚辰小 | 己酉小 | 戊寅大 | 戊申小 | 丁丑大 | 丁未大 | 丁丑小 | 丙午大 | 丙子大 | 丙午小 | 乙亥大    |          |
| 1625年 | 乙丑 | 天啟五年 | 2/7    | 3/9    | 4/7    | 5/6    | 6/5    | 7/4    | 8/3    | 9/2    | 10/1   | 10/31  | 11/30  | 12/29     |          |
| 1626年 | 丙寅 | 天啟六年 | 乙巳小 | 甲戌大 | 甲辰小 | 癸酉小 | 壬寅大 | 壬申小 | 辛未小 | 庚子大 | 庚午大 | 庚子大 | 庚午小 | 己亥大    | 六辛丑大 |
| 1626年 | 丙寅 | 天啟六年 | 1/28   | 2/26   | 3/28   | 4/26   | 5/25   | 6/24   | 8/22   | 9/20   | 10/20  | 11/19  | 12/19  | 1627/1/17 | 7/23     |
| 1627年 | 丁卯 | 天啟七年 | 己巳小 | 戊戌大 | 戊辰小 | 丁酉小 | 丙寅大 | 丙申小 | 乙丑小 | 甲午大 | 甲子大 | 甲午大 | 甲子大 | 甲午小    |          |
| 1627年 | 丁卯 | 天啟七年 | 2/16   | 3/17   | 4/16   | 5/15   | 6/13   | 7/13   | 8/11   | 9/9    | 10/9   | 11/8   | 12/8   | 1628/1/7  |          |

## 同期存在的其他政权年号
- 中國
  - 天命（1616年－1626年）：后金—太祖努尔哈赤之年号
  - 天聪（1627年－1636年）：后金—太宗皇太极之年号
  - 瑞应（1621年－1629年）：明朝时期—奢崇明之年号
  - 一統（1622年）：明朝時期—鄭振明擬用之年號
  - 大成兴盛（大乘兴胜）（1622年）：明朝时期—徐鸿儒之年号
  - 玄静（1622年）：明朝时期—万俟德之年号
  - 懿德（1624年）：明朝時期—楊桓、楊從儒之年號
  - 寬和（1625年）：明朝時期—浙江海寇之年號
- 日本
  - 元和（1615年－1624年）：後水尾天皇之年號
  - 寬永（1624年－1644年）：后水尾天皇、明正天皇、後光明天皇之年號
- 越南
  - 永祚（1618年－1629年）：后黎朝—神宗黎维祺之年号
  - 隆泰（1594年－1628年）：莫朝—莫敬宽之年号

## 參看
- 中國年號索引
- 其他政权使用的天啟年号

## 外部連結
- 中央研究院 兩千年中西曆轉換（页面存档备份，存于）

| 前一年號： 泰昌 | 明朝年號 天啟 | 下一年號： 崇祯 |